# 프리드리히 니체와 막스 슈티르너 사이의 관계
19세기 독일 철학자 막스 슈티르너(1856년 사망)와 프리드리히 니체(1844년 출생)의 사상은 자주 비교됐다. 많은 저자들이 그들의 글에서 겉보기에 유사한 점에 대해 논의했으며, 때로는 그 유사점의 영향에 대한 의문을 제기하기도 했다. 니체는 슈티르너의 책인 유일자와 그 소유(Der Einzige und sein Eigentum, 1845)에 대해 읽었을 것이 확실하며, 이 책은 프리드리히 알베르트 랑게의 유물론의 역사와 그 현재적 중요성 비판(1866)과 에두아르트 폰 하르트만의 무의식의 철학(1869)에서 언급됐는데, 둘 다 젊은 니체가 잘 알고 있었다. 그러나 니체의 출판물, 논문 또는 서신 어디에도 슈티르너에 대한 언급이 존재하지 않는 것으로 알려져 있으므로 그가 실제로 그것을 읽었다는 반박불가능한 증거는 없다.
그러나 니체의 작품이 폭넓은 대중에게 알려지자마자, 그가 슈티르너에게 영향을 빚졌는지 여부에 대한 의문이 제기됐다. 1891년 초(니체가 정신질환으로 인해 무능력했지만 아직 살아있을 때) 에두아르트 폰 하르트만은 니체가 슈티르너를 표절했다고까지 주장했다. 세기가 바뀌면서 니체가 슈티르너의 영향을 받았다는 믿음이 너무 널리 퍼져서 적어도 독일에선 진부한 일이 됐다. 이로 인해 한 관찰자가 1907년에 그들의 유사점을 지적하게 됐다.
그럼에도 불구하고 니체에 대한 슈티르너의 가능한 영향에 관한 "대논쟁"으로 특징지어지는 것의 시작부터 - 긍정적이든 부정적이든 - 이 아이디어에 대한 심각한 문제가 분명해졌다. 20세기 중반에 니체에 관한 작품에서 슈티르너가 언급된다면 영향에 대한 생각은 반복적으로 완전히 기각되거나 대답할 수 없는 것으로 포기됐다.
그러나 니체가 슈티르너의 영향을 받았다는 생각은 여전히 상당수의 소수 의견을 끌어들이고 있다. 아마도 그들의 글에서 종종 지적되는 (비록 논란의 여지가 있지만 피상적일 수 있는) 유사점을 어떤 합리적인 방식으로 설명할 필요가 있기 때문일 것이다. 어떤 경우든, 니체에 대한 슈티르너의 가능한 영향에 대한 이론의 가장 두드러진 문제는 한 사람이 다른 사람을 알고 있었는지 혹은 읽었는지 여부를 확립하는 데 어려움이 있다는 데 국한되지 않는다. 그것은 또한 특히 슈티르너가 니체만큼 널리 읽힌 사람에게 어떻게 그리고 왜 의미있는 영향을 미쳤을 수 있었는지 정확히 확립하는 데 있다.

## 슈티르너와의 영향과 가능한 연결에 대한 시기적 제안들

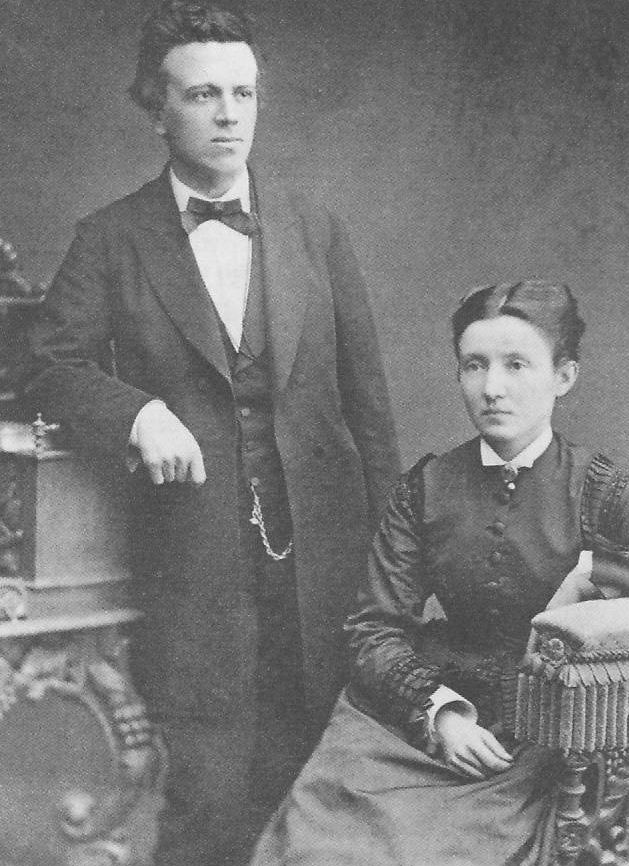
니체의 두 절친한 친구인 프란츠와 이다 오버베크는 니체가 슈티르너의 영향을 받았다고 말했다.

니체가 슈티르너의 작품을 읽었는지 여부와, 읽었다면 그에게 영향을 받았는지 여부를 둘러싼 논쟁의 기원은 두 사람의 글에서 표현된 사상 사이의 명백한 유사점에 있는 듯하다. 이러한 유사점은 일찍부터 인식됐고, 다양한 이유로 많은 사람들이 가능한 관계의 정확한 본질을 파악하려고 시도하게 됐다.
에두아르트 폰 하르트만의 무의식의 철학은 니체의 두 번째 저서인 반시대적 고찰에서 비판받았다. 1891년 하르트만은 니체가 슈티르너를 알고 있었을 것이라고 주장했다. 니체가 비판한 바로 그 책에서 슈티르너가 다뤄졌기 때문이다. 앞서 언급했듯 하르트만은 니체가 슈티르너를 표절했다고 비판했다. 니체는 또한 랑케의 유물론사를 읽은 것으로 알려져있는데, 이는 슈티르너의 책인 유일자와 그 소유를 간단히 "우리가 아는 가장 극단적인 책"이라고 언급한다. 랑게는 슈티르너의 책이 "불명예"를 받았다고 계속 언급한다. 니체는 하르트만의 랑게의 이 작품들을 아주 잘 알고 있었다.
파울 라우테르바흐도 두 사상가의 연합의 기원에 역할을 한 것으로 보인다. 라우테르바흐는 하인리히 쾨셀리츠 (페터 가스트, 수년간 니체의 일종의 전속 비서)의 절친한 친구였다. 라우테르바흐는 쾨셀리츠를 통해 니체의 작품을 알게 됐고, 철학자의 가장 초기의 추종자 중 한 명이었다. 그는 또한 슈티르너를 되살리기 위해 노력했다. 한 견해에 따르면, 이것은 니체를 슈티르너의 "위대한 후계자, 개발자, 창조적 변형자"로 제시하려는 그의 기획의 일부였다. 그는 이를 염두에 두고 1893년 레클람 판본의 슈티르너 서문을 편집하고 집필했다. 그는 이 책에 대해 논의하면서 서문 장이 니체의 도움을 받아 독자를 슈티르너의 책으로부터 보호하기 위한 것이라고 적었다. 이 서문은 1893년부터 1924년까지의 모든 레클람 판본의 유일자와 그 소유에 실렸다.
니체의 가장 친한 친구 중 한 명이었던 프란츠 오버베크는 바젤대학 도서관의 기록을 살펴보고 니체가 예전에 가장 좋아하던 학생인 아돌프 바움가트너가 주장했던 것을 확인할 수 있었다. 즉, 그는 1874년 7월 14일에 "니체의 가장 따뜻한 추천에 따라" 슈티르너의 책을 빌렸다는 것이다. 알베르트 레비는 바움가트너가 그런 주장을 했고 그가 그 책을 빌렸다는 것을 독립적으로 확인했다. 프란츠 오버베크의 아내 이다는 1880년에서 1883년 사이에 니체가 여러 차례 부부와 함께 살았으며 슈티르너를 직접 언급했다고 보고했다. 그녀는 니체가 슈티르너와의 친밀감을 언급하고 다른 사람들이 자신이 표절했다고 비난할 수도 있다고 방어적으로 털어놓은 대화를 설명한다.
Resa von Schirnhofer는 니체의 여동생이 1897년에 슈티르너의 유일자와 그 소유에 관해 니체와 논의했는지에 대해 자신에게 반복하여 물었다고 말했다.
Henri Lichtenberger의 니체에 관한 책은 니체의 "타협않는 개인주의, 자아 숭배, 국가에 대한 적대감, 평등의 교리를 반대하고 인간 숭배를 반대하는 태도"는 슈티르너의 작품에서도 두드러지게 나타나며 니체가 주장한 것만큼 독창적이지는 않다고 적고 있다.
그러나 니체를 잘 알고 있던 이다 오버베크는 니체의 작품과 슈티르너의 작품 사이의 관계를 단순한 표절로 봐선 안 된다고 제안한다. 그녀의 견해는 니체에게 중요했던 새로운 사상을 자신의 작품에 도입한 데 대해 니체가 슈티르너에게 빚을 졌다는 것이다.

## 상황적 증거
두 사람의 글에서 자주 언급되는 명백한 유사점이 없었다면 영향에 대한 주장은 무시됐을지도 모른다. 유사점과 니체가 슈티르너에 대한 친밀감을 느꼈다는 니체의 절친한 친구의 보고 외에도 언급할만한 세 가지 상황적 세부사항이 존재한다.
첫번째는 니체에게 초기 영향을 미친 것으로 잘 알려진 리하르트 바그너가 슈티르너의 사상에 익숙했을 수도 있다는 것이다. 아우구스트 뢰켈은 바그너를 러시아의 아나키스트 미하일 바쿠닌에게 소개한 것으로 알려졌으며, 세 사람 모두 1849년 5월 드레스덴 봉기에 연루됐다. 바그너는 이 기간 동안 바쿠닌을 여러번 만났으며 상호주의 이론가 피에르조제프 프루동의 저작을 읽은 것으로도 알려져있다. 슈티르너는 종종 아나키즘 사상과 긴밀히 연결됐다. 여러 저자는 바그너가 슈티르너의 저작을 알고 있었다고 제안했고, 일부는 슈티르너가 그에게 영향을 미쳤다고 제안했다.
두번째는 코지마 바그너의 첫 남편인 한스 폰 뷜러와 관련있는데, 그는 바그너 음악의 위대한 옹호자이자 해석자였다. 니체는 1870년대 초반에 처음으로 그를 만났는데, 당시 니체는 자주 바그너의 손님으로 초대돼 그의 사람들에게 소개됐다. 뷜로는 1872년 3월 27일에 바젤을 방문해 니체와 오랜 대화를 나눴다. 그해 6월에 니체는 그의 새로운 음악인 Manfred-Meditation을 뷜로에게 헌정하고 악보 사본을 보냈다. 폰 뷜러는 7월 24일에 이 작품에 대한 강력한 비판으로 답장을 보냈으나, 니체는 이 비판을 기꺼이 받아들인 것으로 보인다. 어쨌든 우리는 니체가 1883년 늦여름이나 초가을에 폰 뷜로에게 차라투스트라의 첫번째 부분을 무료로 보낸 것을 알고 있기에 그는 폰 뷜로와의 모든 접촉을 끊지 않았다. 니체는 또한 1886년 늦여름에 인쇄가 완료됐을 때 폰 뷜로에게 선악의 저펀의 사본을 보냈다. 그는 또한 정신질환을 앓고 있는 동안 1889년 1월 4일에 뷜로에게 편지를 보냈다. 뷜로는 슈티르너의 열렬한 찬사자였으며 그를 개인적으로 알고 있었던 것으로 알려져있다. 1892년 4월, 뷜로는 베를린 필하모닉과의 마지막 공연을 슈티르너의 아이디어를 "찬양하는" 연설로 마감했다. 그는 슈티르너의 전기 작가인 존 헨리 매케이와 함께 베를린에 있는 슈티르너의 마지막 거주지에 기념패를 세웠다.
세번째는 1865년 10월 1일부터 17일까지 니체가 베를린에 있던 친구 헤르만 무샤케의 집을 방문했다는 사실이다. 헤르만의 아버지는 에두아르트 무샤케로, 1840년대에 슈티르너의 "좋은 친구"였다. 니체는 에두아르트 무샤케와 친구가 된 것으로 보인다. 한 연구에 따르면 이 전기적 세부사항은 니체가 1865년에 슈티르너의 사상을 접한 결과로 경험한 "초기 위기"와 관련있으며, 이로 인해 쇼펜하우어를 연구하게 됐다.

## 아나키스트들에 의한 두 사상가의 연결

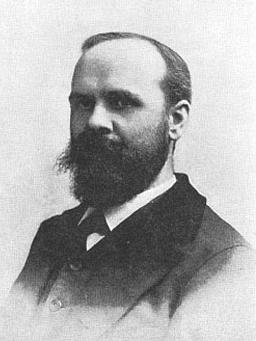
아나키스트들이 니체의 글을 자신의 목적을 위해 이용해야 한다고 제안한 벤자민 터커

19세기에 니체는 그의 글에서 아나키스트들에 대한 부정적인 견해를 표현했음에도 불구하고 아나키스트 운동과 자주 연관됐다. 이는 이 기간동안 그의 사상과 개인주의적 아나키스트들 사이에서 영향력을 발휘한 슈티르너의 사상 사이에 대중적인 연관이 있었기 때문일 수 있다. 이 두 사람은 프랑스의 "문학적 아나키스트들"에 의해 자주 비교됐고, 니체의 사상에 대한 아나키스트 해석은 미국에서도 영향있었던 것으로 보인다. 이 두 사람의 표현된 사상의 피상적인 유사성은 이 연관에서 다시 한번 핵심적인 영향을 한 것으로 보이며, 두 작가 모두 급진주의자들에 의해 차용됐다. 이 연관은 때때로 아나키스트 사상가들을 짜증나게 했는데, 그들은 종종 니체의 작품을 파생물로 봤다.
1890년대에 활동했던 프랑스 아나키스트인 장 그라브는 니체와 슈티르너와 연합하는 아나키스트의 수가 늘어나자 이러한 추세를 경멸했다.
이러한 연관성은 19세기 후반과 20세기 초반 미국에서 아나키스트들(혹은 개인주의적 아나키스트들) 사이에서도 흔했다. 슈티르너의 유일자와 그 소유의 첫번째 영어 번역본의 벤자민 터커의 판본에 대한 서문에서, JL 워커는 니체가 슈티르너를 따르는 것처럼 보이며 슈티르너의 작업이 니체의 차라투스트라의 "덧대어진" 언어와 대조된다고 썼다. 그러나 터커 자신은 니체가 아나키스트가 아니라는 것을 인정했으나 아나키즘을 뒷받침하기 위해 니체사상을 홍보하고자 했다. 미국에서 니체의 첫번째 번역본은 아마도 터커의 자유에 처음 등장했을 것이다.

## 영향에 반대하는 주장

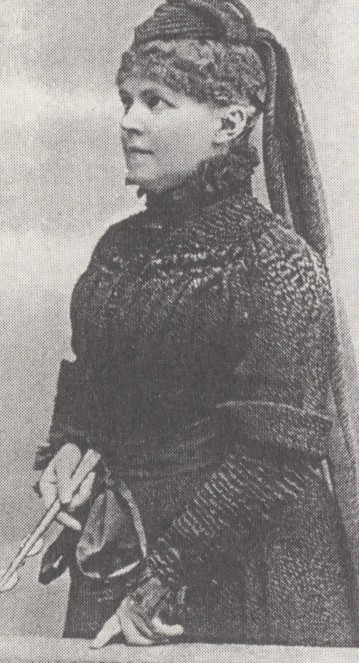
니체의 여동생 엘리자베스는 니체가 정신질환을 앓는동안과 사후에 그가 슈티르너의 영향을 전혀 받지 않았다는 사실을 확립하기 위해 부지런히 노력했다.

작가들이 니체에 대한 슈티르너의 영향에 대해 반대할 때, 니체의 출판된 글과 출판되지 않은 글 어디에도 슈티르너에 대한 명확한 언급이 없다는 사실이 중요한 주장이 된다.

### 앨버트 레비
슈티르너에 대한 언급이 전혀 없다는 사실은 앨버트 레비가 1904년에 그의 연구 슈티르너와 니체에 이미 언급했다. 영향에 대한 이러한 주장은 학술 출판물에서 발견되는 슈티르너가 니체에 미친 영향에 대한 논쟁에 대한 간략한 발언 중 상당수가 이 사실을 언급하고 다른 내용은 거의 언급하지 않기 때문에 상당히 오래 지속되는 것으로 입증됐다.
레비는 또한 니체가 하르트만과 랑게의 저작(위에서 논의됨)을 통해 슈티르너를 알고 있었을 것이라는 사실을 매우 간략하게 다루었다. 하르트만의 경우, 그는 하르트만의 무의식의 철학에서 슈티르너가 언급된 맥락과 본질이 니체가 슈티르너의 저작을 동정적으로 고려하게 하지 않았으리라고 추측했고, 어떤 경우든 하르트만의 주장이 직접적인 영향을 증명하진 않는다고 덧붙였다. 랑게에서 슈티르너가 언급된 것에 대해 레비는 이 저작에서 슈티르너의 사상이 쇼펜하우어의 사상과 비교됐기에 니체는 슈티르너의 저작을 어떻게든 쇼펜하우어의 철학과 관련있다고 보았을 것이라고 제안한다. 따라서 레비는 슈티르너가 니체에게 어떤 녕향을 미쳤더라도 쇼펜하우어ㅢ 제자로 남으려는 추가적인 동기를 부여한 것에 불과했으리라고 제안한다. 이런 맬가에서 그는 오버베크가 니체가 슈티르너와 친밀감을 가졌다고 주장한 내용은 랑게의 잘못된 해석으로 인해 니체가 슈티르너와 쇼펜하우어의 관계를 오해한 데서 비롯됐다고 결론지었다.
레비는 두 사상가의 겉보기에 비슷한 사상을 비교하면서, 유사점이 피상적이라고 주장한다. 가령, 레비의 해석에 의하면, 슈티르너는 자아를 모든 속박과 법으로부터 해방시키고자 하는 반면, 니체는 독창성과 성싱설의 의무를 설파한다. 슈티르너는 현실주의자인 반면, 니체의 고대 그리스의 국경 너머의 야만성만을 보는 "인본주의자"이다. 슈티르너는 비판적인 사고방식을 지니고 있는 반면, 니체는 예술가이다. 슈티르너는 지속적인 개선을 추구하나(그에게 기독교의 출현과 프랑스 혁명은 중요한 이정표이다), 니체는 고대 그리스를 존경하고 기독교를 타락한 것으로 보고 "르네상스"를 원한다. 슈티르너는 "민주주의자"인 반면, 니체는 이상적인 국가가 "플라톤적"인 귀족이다. 슈티르너는 자아를 어떠한 위계로부터도 해방시키고자 하는 반면, 니체는 독창성, 자유, 이기심의 특권적 귀족주의를 유지한다. 슈티르너는 반대의 정신을 강화시키고자하는 반면, 니체는 아름다운 종족을 창조하기 위해 가혹한 규율을 강요하고자 한다.

### 오스카 에발트
오스카 에발트는 니체철학이 슈티르너의 개인주의와 달리 자기중심적이지 않고 어떤 하나의 현실에 얽매이지 않는다고 제안했다.

### 게오르크 지멜
게오르크 지멜은 또한 겉보기에 유사한 점이 모두 피상적이라고 생각했다.

### 루돌프 슈타이너
영향에 반대하는 모든 사람들이 모두 두 사람의 작품에서 발견되는 유사점이 피상적이라고 주장한 것은 아니었다. 루돌프 슈타이너는 작센 대공비 소피의 의뢰를 받아 요한 볼프강 폰 괴테의 유명한 바이마르 판본을 작업하던 중 엘리자베스 푀르셔니체를 만났다. 그녀는 나중에 그에게 니체 도서관을 마련해달라고 부탁했고 심지어 병든 오빠를 만나게 해주기도 했다. 그는 푀르셔니체의 요청을 이행하기 위해 나움베르크에 있는 니체 기록보관소에서 몇 주를 보냈다. 그는 또한 장 파울 리히터와 아르투어 쇼펜하우어의 작품에 대한 서문을 편집하고 썼다. 더욱이 그는 에두아르트 폰 하르트만을 알게 됐고 그에게 책을 바쳤다. 슈타이너의 프리드리히 니체, 자유를 위한 투사는 1895년에 처음 출간됐다. 이 책에서 슈타이너는 니체의 글에서 슈티르너의 조용한 유산을 발견하며, 슈티르너가 더 명확했으며, 슈티르너의 "유일자"는 니체의 "초인"과 비교할 수 있다고 덧붙였다.
슈타이너의 견해는 두 작가 사이의 유사점이 중요하고 실질적이라는 것 같으나, 그는 니체가 스스로 "슈티르너와 유사한 세계관"에 도달했다는 제안으로 이를 설명한다. 슈타이너는 니체가 슈티르너의 작품에 유사했을 가능성 혹은 이를 시사하는 당시의 주장에 대해 전혀 언급하지 않는다. 슈티르너와 니체의 글에서 보이는 유사점을 독립적인 병행 발전 이론을 통해 설명하려는 이러한 시도의 변형은 슈티르너를 니체의 "선구자"로 논의하는 데서 찾을 수 있다.

### 존 글래스포드
존 글래스포드는 두 사람의 사상 중 일부 사이에 "놀라울 정도로 유사한" 점이 있다고 믿는다. 그는 니체가 슈티르너를 읽었을 가능성이 있다고 믿는 듯 하나, 슈티르너의 국가에 대한 인상인 "사자 발톱과 독수리 발톱... 짐승의 왕"을 니체의 "가장 냉혹한 괴물"과 비교하면서 어떤 특정한 영향이나 표절을 주장하진 않는다. 그는 슈티르너의 산문이 니체의 더 성공적인 기법이라고 생각한 것과 비교했을 때 더 반복적이고 엉성한 은유를 사용한다고 생각한다.
그는 논란을 가능한 표절로 검토한 후 결정적인 증거는 없으나 상황적 증거는 강력하다고 결론지었다. Löwith를 따라 그는 니체가 "후기 헤겔 철학의 불가피한 논리" 때문에 슈티르너와 유사한 아이디어에 도달했을 가능성이 가장 높다는 생각을 제시하면서 결론내린다.

### 토마스 H. 브로브저
글래스포드와 달리 토마스 H. 브로브저는 두 사람 사이에 "놀라운 유사점"을 보지 못한다. 그는 글래스포드가 자신의 기사에서 언급한 일반적인 유사점 중 일부를 받아들이지만 표절과 영향에 대한 주장은 부적절하다고 생각한다. 그는 새로운 가능한 해결책을 제안하는데, 즉 니체가 2차 저작을 통해 슈티르너를 알았다는 것이다. 브로브저는 "니체가 읽은 것으로 알려진 [슈티르너를 언급하는] 유일한 2차 자료는 FA 랑게의 유물론의 역사라고 주장하나, 니체는 슈티르너가 길게 언급된 하르트만의 작품을 분명히 읽었다고 생각한다.

## 영향에 찬성하는 주장

### 안셀름 루스트
안셀름 루스트는 1906년 슈티르너의 전기에서 니체 논쟁을 검토하고 "니체는 슈티르너를 읽었으나 그의 글에서 그를 언급하는 것을 피했다. 왜냐하면 그는 그것이 '삶을 갈망하는 긍정적인 철학'이긴 하나 '많은 독자들이 사소한 범죄와 비겁한 악행을 정당화하는 데 오용할 가능성이 있다'고 두려워했기 때문"이라고 결론지었다.

### 폴 카루스
폴 카루스는 1914년에 모든 도덕적 권위에 반대하는 개인주의자들이 서로가 상호 의무나 빚을 느끼지 않는다면 영감받은 공로를 인정하지 않을 것이라고 썼다. "니체는 슈티르너를 이용하고 슈티르너는 모든 자아가 동료를 이용하는 것이 좋은 권리라고 선언했으며 니체는 그 결과가 어떻게 될지 보여준다"고 말했다.
1. ↑  Robert C. Holub, Nietzsche: Socialist, Anarchist, Feminist “Robert C. Holub: Research”. 21 June 2007에 원본 문서에서 보존된 문서. 26 July 2011에 확인함.